# Liste der Fahnenträger der australasiatischen Mannschaften bei Olympischen Spielen
Die Liste der Fahnenträger der australasiatischen Mannschaften bei Olympischen Spielen listet chronologisch alle Fahnenträger australasiatischer Mannschaften bei den Eröffnungsfeiern Olympischer Spiele auf.

## Liste der Fahnenträger
| Mannschaft        | Veranstaltung | Fahnenträger (EF) | Fahnenträger (AF)    |
| ----------------- | ------------- | ----------------- | -------------------- |
| 1908 in London    | Sommerspiele  | Herny Murray      | keine Abschlussfeier |
| 1912 in Stockholm | Sommerspiele  | Malcolm Champion  |                      |

Anmerkung: (EF) = Eröffnungsfeier, (AF) = Abschlussfeier

## Statistik
| Rang    | Sportart       | EF | AF | ∑ |
| ------- | -------------- | -- | -- | - |
| 1       | Leichtathletik | 1  | 0  | 1 |
| 1       | Schwimmen      | 1  | 0  | 1 |
| Gesamt: | Gesamt:        | 2  | 0  | 2 |

| Rang            | Sportart | EF | AF | ∑ |
| --------------- | -------- | -- | -- | - |
| keine Teilnahme |          |    |    |   |
| Gesamt:         | Gesamt:  | 0  | 0  | 0 |

| Rang    | Sportart       | EF | AF | ∑ |
| ------- | -------------- | -- | -- | - |
| 1       | Leichtathletik | 1  | 0  | 1 |
| 1       | Schwimmen      | 1  | 0  | 1 |
| Gesamt: | Gesamt:        | 2  | 0  | 2 |